# Hviderusland ved sommer-OL 2012
Hviderusland deltog under Sommer-OL 2012 i London som blev arrangeret i perioden 27. juli til 12. august 2012. 

## Medaljer
| 2012 London  | Guld | Sølv | Bronze | Total |
| Hviderusland | 2    | 5    | 5      | 12    |